# ロバート・モーグ

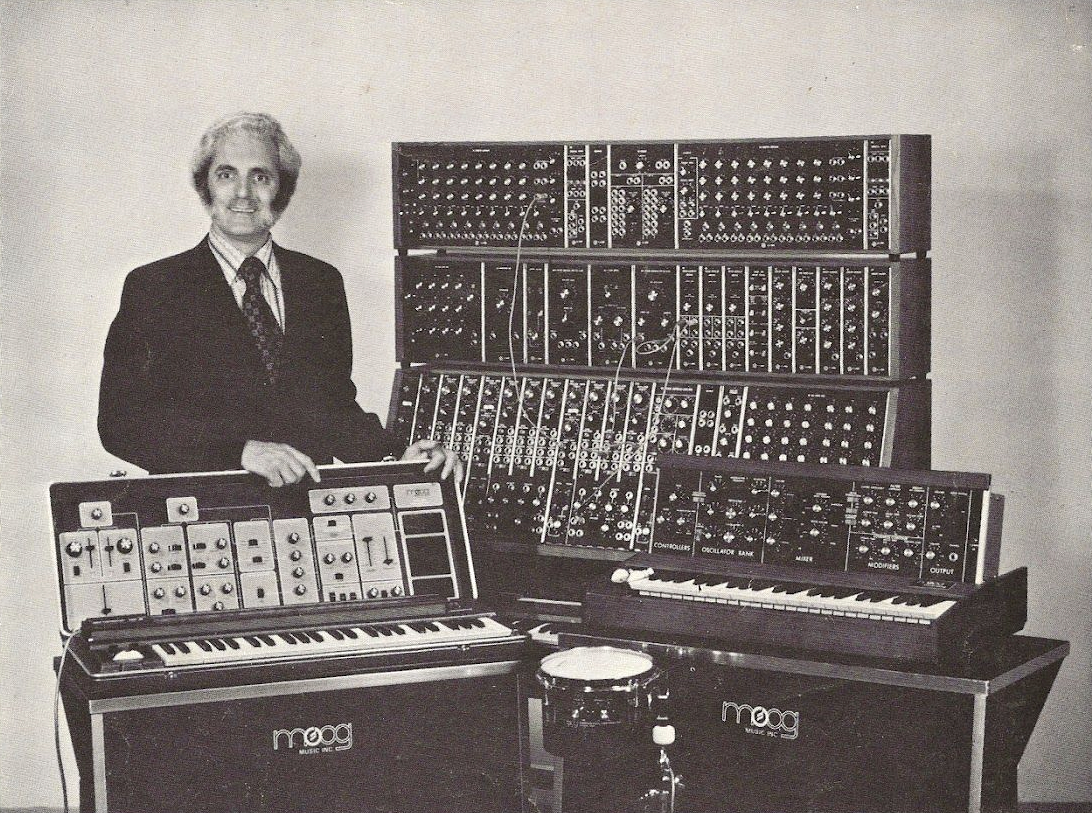
自らが開発したシンセサイザーを前に

ロバート・モーグ（Robert Moog, 1934年5月23日 - 2005年8月21日）は、アメリカ合衆国の電子工学者。シンセサイザーの創始者、モーグ・シンセサイザーの開発者として知られる。苗字の発音は[ˈmoʊɡ]（モウグ）。本名は Robert Arthur Moog で、Robert A. Moog と表記される場合もある。

## 経歴
ニューヨークで生まれ、ブロンクス科学高校を卒業後、ニューヨーク市立大学クイーンズ校で物理学を、コロンビア大学で電気工学を、コーネル大学で機械物理学を学ぶ（「未来の<サウンド>が聞こえる　電子楽器に夢を託したパイオニアたち」マーク・ブレンド／著 ヲノサトル／訳、アルテスパブリッシング、2018年、ｐ213）。
モーグは電子楽器を製造する二つの会社を設立した。1950年代に「R・A・モーグ・カンパニー」を立ち上げ、テルミンを製造していた（「未来の<サウンド>が聞こえる　電子楽器に夢を託したパイオニアたち」マーク・ブレンド／著 ヲノサトル／訳、アルテスパブリッシング、2018年、ｐ213）。
1961年発売、「メロディア」を発売（「未来の<サウンド>が聞こえる　電子楽器に夢を託したパイオニアたち」マーク・ブレンド／著 ヲノサトル／訳、アルテスパブリッシング、2018年）。
彼は1984年から1988年までカーズワイル音楽システムの新製品開発担当の副社長としても働いた。
1990年代はじめはノースカロライナ大学アッシュビル校で音楽の教授として教鞭をとっていた。
2004年に来日し、スペースシャワーTVの『Dr.Strange MOOG Love!!!!! 〜MOOGの学校〜』に出演した。
モーグの電子楽器開発に対する思考とその独自の世界観を紹介する映画『MOOG〈モーグ〉』（監督:ハンス・フェルスタッド）が2004年に全米公開され、2005年には日本でも渋谷にて単館上映公開された。DVDの全米発売日にあたる2005年5月31日にはニューヨークで「MOOGFEST II」も開催された。しかし、モーグ自身がその会場に姿を現すことは叶わなかった。(デイヴ・スミス)、ロジャー・リン、トム・オーバーハイムらとの対談を終え自宅に戻った4月中旬頃、違和感を覚え、4月下旬及び5月上旬に受けたMRI検査で最悪性の脳腫瘍であるグリオブラストーマ（神経膠芽腫）と診断され、手術での切除は不可能との医師の判断により放射線治療等を試みたが、8月21日午後2時、ノースカロライナ州アシュビルの自宅のベッドで家族に看取られながら眠るように死去した。71歳だった。幾つかのプロダクトは開発途中であり、モーグの机に残されたプロトタイプと回路図の数々がその予期せぬ病魔の来訪を物語っていた。
愛車はターセルワゴン(日本では初代のトヨタ・スプリンターカリブ)で、ボディーカラーは愛娘の描いたオリジナルデザインであった。
生誕78年の2012年5月23日には検索サイトGoogleのトップページがモーグのシンセサイザーをモチーフにしたロゴに変身した。実際に演奏も可能である。なお、このロゴは、「Google Doodles」にて現在も演奏可能である。

## 関連情報
- モーグ・シンセサイザー
- Moog Inc.（英語版）　従兄のビル・ムーグ（英語版）が創業した制御機器メーカー。ちなみにロバートが姓の「モーグ」の発音にこだわったのに対し、ビルの会社の日本法人は「ムーグ」である。またMoog.incのロゴは大文字の「MOOG」だが、後から設立されたロバートの会社のロゴマークは小文字の「moog」になっている。